# Бугунжа
Бугунжа — посёлок в Мостовском районе Краснодарского края. Назван в честь реки Бугунж, на берегу которой находится посёлок.
Входит в состав Баговского сельского поселения.

## География
Находится на левобережье среднего течения реки Бугунж, в 7,3 км к юго-востоку от посёлка Узловой и в 11 км к югу от центра сельского поселения — станицы Баговской.

## История
В посёлке на кладбище находится памятник истории — Могила Я.В. Склярова, участника восстания на броненосце "Потемкин" в 1905 году.

### Улицы
- пер. Заводской,
- пер. Пушкина,
- ул. Октябрьская,
- ул. Садовая,
- ул. Лесная.

## Население
| 2002 | 2010 |
| ---- | ---- |
| 51   | ↘9   |